# Ватерберге
Ва́терберге (Ватерберх, англ. Waterberg) — островершинный горный хребет на севере ЮАР. Хребет расположен к северу от Драконовых гор. Высота до 2084 метров над уровнем моря.
Хребет возвышается над кустарниковыми велдами. Его протяжённость составляет 150 км, а общая площадь — 15 000 км² (по другим данным 5000 км²). Растительный мир хребта представляет собой саванну.
Административно хребет Ватерберх относится к району Ватерберх провинции Лимпопо. Хребет является частью одноимённого биосферного резервата, включающего в себя национальный парк Маракеле и целый ряд частных охотничьих ферм и резерватов. На всей территории находится только один город Фалватер (Vaalwater), около хребта нет крупных автодорог, промышленных предприятий.

## Геология
Ватерберх является остатком супергруппы Ватерберх (англ. Waterberg Supergroup) площадью 250 000 км², который образовался около 250 млн лет назад из древней платформы Капвал (англ. Kaapvaal Craton), сформировананной около 2,7 млрд лет назад. Сейчас здесь расположен Бушвелдский комплекс месторождений ванадия и платины.